# Kurentovanje

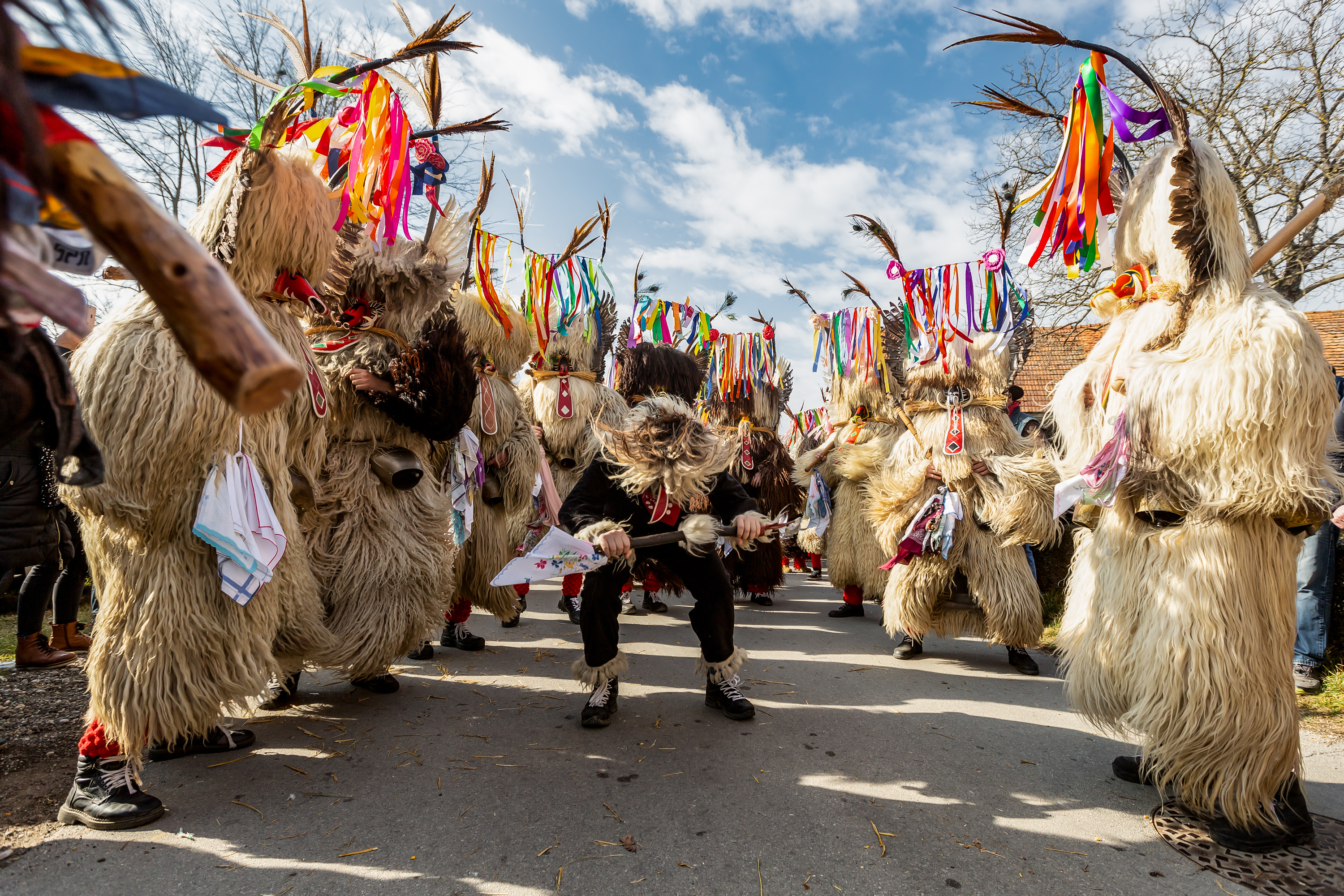
Kurentovanje in Ptuj (2019)

Kurentovanje ist das traditionelle mehrtägige Faschingsfest in der slowenischen Stadt Ptuj und gilt mit bis zu 100.000 Besuchern als meistbesuchte Karnevalsveranstaltung im Alpenraum. Unter den zahlreichen Masken und Figuren, deren Bräuche in den Dörfern des Draufeldes entstanden, ist der namensgebende Korant (oder Kurent) am bekanntesten.

## Geschichte
Drago Hasl (1900–1976), Direktor des städtischen Gymnasiums, hatte 1959 die Idee eines organisierten Faschingsfestes in Ptuj. Der spätere Vorsitzende des Kurentovanje-Komitees und erste Präsident der Folkloristischen Gesellschaft Ptuj sah in den Feierlichkeiten eine Möglichkeit, den lokalen Tourismus anzukurbeln. Am Sonntag, dem 27. Februar 1960, veranstaltete der Historische Verein Ptuj erstmals einen großen Umzug in den Straßen der Stadt. Dabei trat eine folkloristische Gruppe aus Markovci mit zahlreichen traditionellen Masken auf, die den in überraschend großer Zahl erschienen Schaulustigen über Lautsprecher erklärt wurden. Für Unterhaltung sorgten außerdem lokale Musikkapellen aus den Dörfern des Draufeldes. Das nationale jugoslawische Fernsehen zeichnete einen Teil der Veranstaltung auf.
Bereits 1961 nahmen erstmals auch Gruppen aus Westslowenien (Laufarji) am Kurentovanje teil. Das Zuschauerinteresse stieg in den Jahren darauf weiter an. Vorübergehend wurde der Umzug mit einer von Opernregisseur Franjo Potočnik inszenierten Feier im städtischen Fußballstadion eröffnet. 1966 wurde ein Expertengremium zusammengestellt, dem unter anderem der Ethnologe Niko Kuret, Mitglied der Slowenische Akademie der Wissenschaften und Künste, und der Kunstmaler France Mihelič angehörten. Drei Jahre später wurde die Veranstaltung aus dem Stadion zurück in die Straßen verlegt. In den folgenden Jahrzehnten wuchs das Kurentovanje kontinuierlich und erregte auch über die Grenzen Jugoslawiens hinaus immer mehr Aufmerksamkeit, blieb aufgrund von Wetterproblemen und finanzieller Schwierigkeiten aber bescheiden.
1994 wurde das Fest auf mehrere Tage ausgeweitet, während der Hauptumzug weiterhin am Faschingssonntag stattfand. Im November jenen Jahres wurde erstmals eine Zeremonie vor dem Rathaus abgehalten, bei der die Stadtregierung die Regentschaft symbolisch an einen Prinzen übergibt. Ptuj wurde außerdem Mitglied in der Federation of European Carnival Cities (FECC), was der Veranstaltung weitere internationale Aufmerksamkeit einbrachte. Ende Februar 2012 stand das Kurentovanje im Zeichen der europäischen Kulturhauptstadt Maribor. Heute dauern die Festlichkeiten insgesamt zehn Tage und umfassen neben dem internationalen Umzug am Faschingssonntag eine ethnographische Eröffnungsparade, einen eigenen Korant-Tag sowie verschiedene Veranstaltungen für Kinder und Ausstellungen. Die Abschlussfeierlichkeiten werden am Aschermittwoch begangen. Aufgrund der COVID-19-Pandemie fand das Kurentovanje in den Jahren 2021 und 2022 ausschließlich im virtuellen Raum statt.

## Masken und Figuren

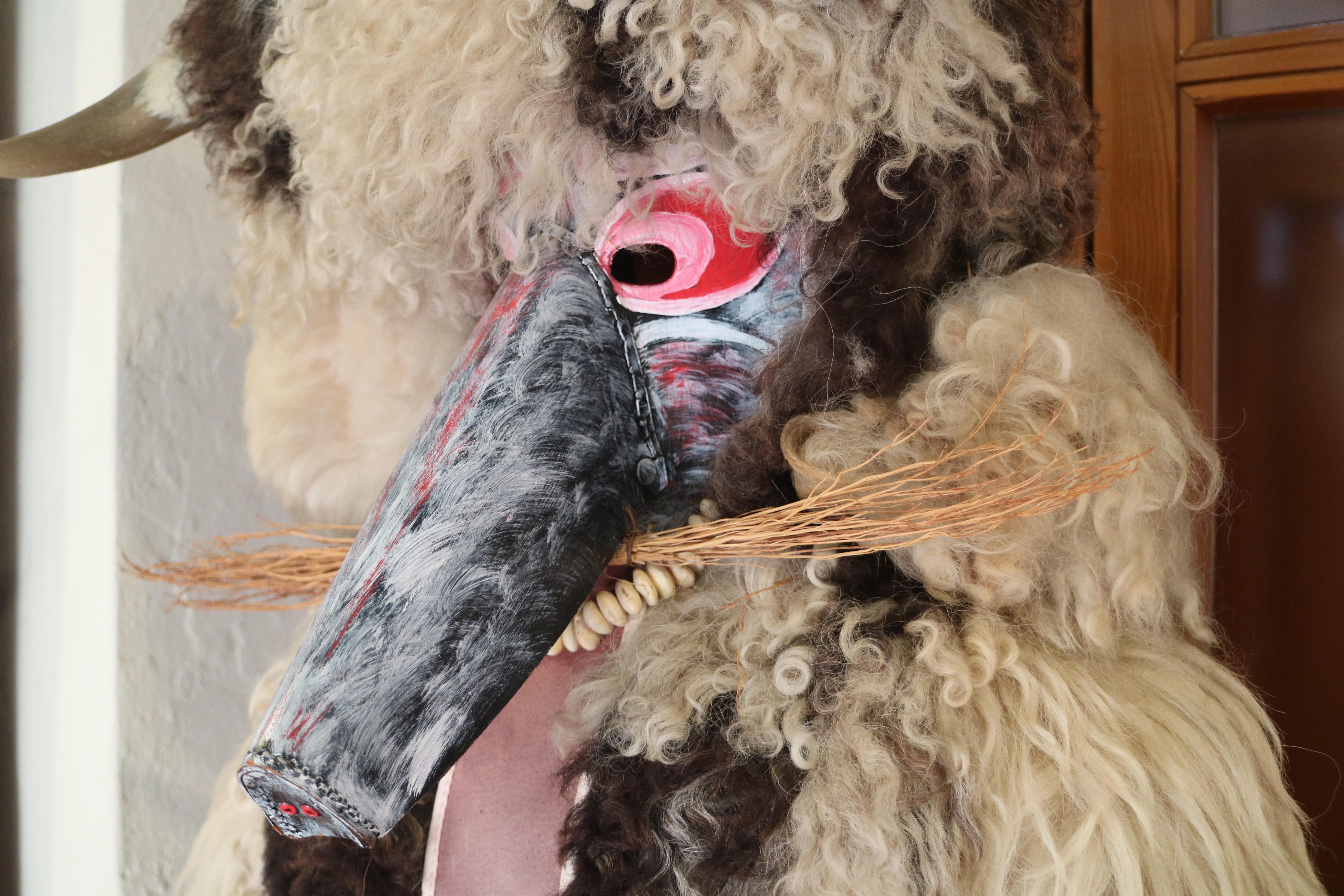
Korant-Variation

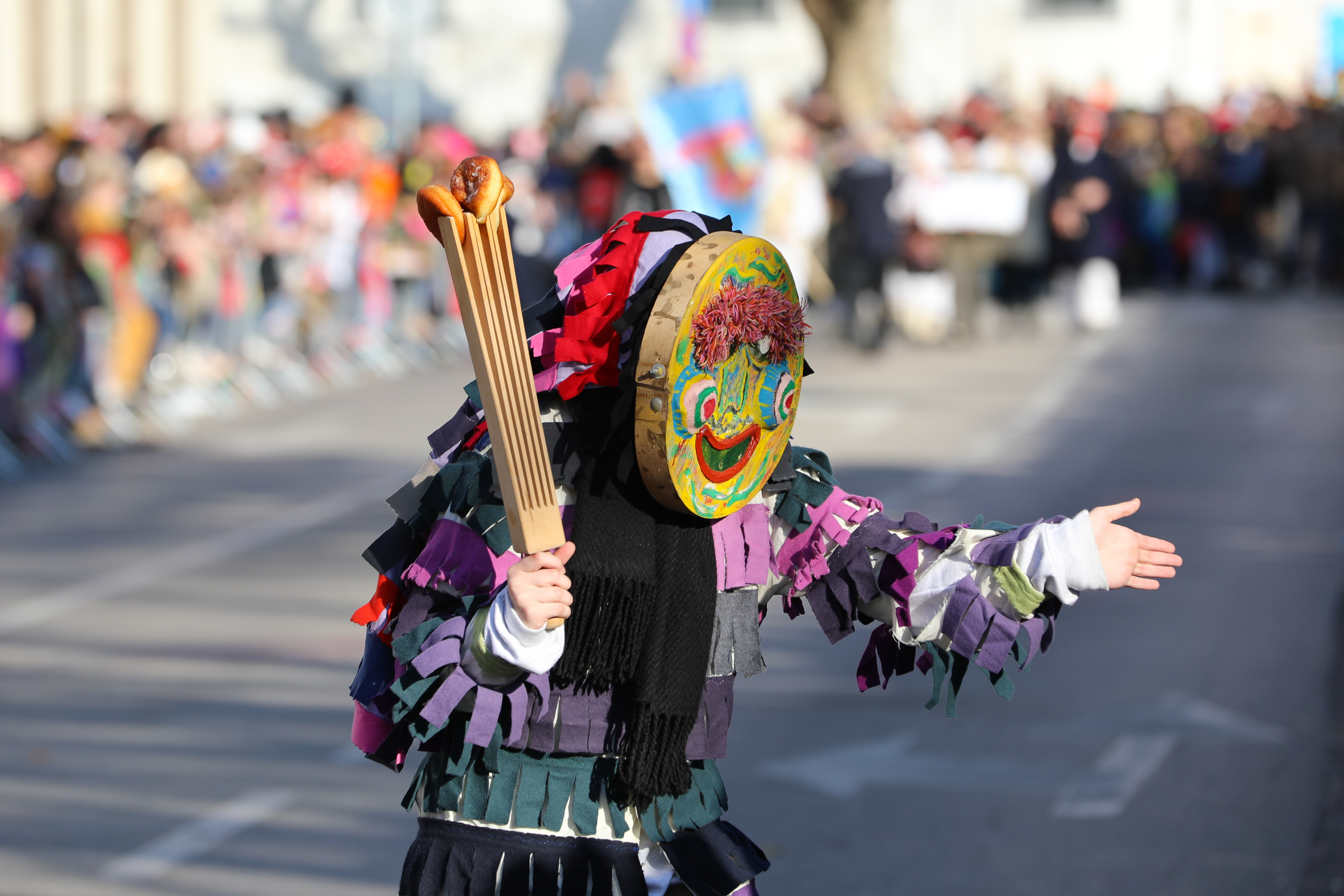
Moderne Maske (2023)

Von größter Bedeutung für das Kurentovanje und die Stadt Ptuj ist der Korant oder Kurent, ein wohlgesinnter Dämon in einem Schafsfell, dessen Aufgabe darin besteht, den Winter auszutreiben. Das mit der Maske verbundene Brauchtum entwickelte sich in den Dörfern des Draufeldes, im Haloze und in den Windischen Büheln und wurde 2017 von der UNESCO als immaterielles Kulturerbe anerkannt.
Neben dem Korant prägt rund ein Dutzend weiterer traditioneller Faschingsfiguren aus den umliegenden Dörfern das Fest. Ursprünglich nicht mit dem Fasching verbunden waren die Kopjaš (Lanzenträger) aus Markovci, die ihre mit bunten Bändern verzierten Lanzen im schwarzen Anzug und mit weißen Handschuhen früher auf Bauernhochzeiten präsentierten. Die aus Dornava, Markovci, Podlehnik und anderen Orten bekannten Orači (Ackermänner) und Konjiči (Pflüger) hingegen treten gemeinsam mit Korant-Gruppen in Erscheinung und helfen diesen bei der Winteraustreibung. Die beiden Bräuche der Ploharji (Bohlenträger) und Kopanja greifen das Thema Fruchtbarkeit auf. Während erstere üblicherweise eine Bohle aus Kiefernholz hinter sich herziehen, um die Mädchen ihres Dorfers zum Heiraten anzuregen, handelt es sich bei den Kopanja um junge Männer, die als Frauen verkleidet eine Strohpuppe durch die Straßen karren.
Auch mehr oder minder mythische Tierfiguren gehören zum Kurentovanje. Die von zwei unter einer Plane versteckten Personen durch einen Holzkopf mit beweglichem Unterkiefer verkörperten Ruša (Pferdehirsche) sollen Pferden und anderen Tieren Fruchtbarkeit und Gesundheit bringen. Auf dem Rücken tragen sie oft eine Lumpenpuppe, die einen Reiter darstellen soll. Der – wie der Korant – in ein Schafsfell gehüllte Medved (Bär) und seine Treiber erinnern an Tanzbären, mit denen einst „Zigeuner“ die Gegend bereisten. Picek (Küken) und Kura (Henne) werden von einem Einsammler in Lumpen begleitet, der einen Korb mit Unkraut und einen Rechen mit sich führt. Die im weißen Kleidchen und mit einer goldenen Papierkrone auftretenden Vile (Feen) entstanden in den 1930er Jahren, als sich im Draufeld erstmals auch Mädchen maskierten. Älter ist der Brauch des bis zu den Knien von Efeu bedeckten Haloški Jürek (Grüner Georg) und seines dämonischen Begleiters Raboj, der ursprünglich am Georgstag begangen wurde, und heute im Rahmen des Kurentovanje stattfindet. Für den reibungslosen Umzug der Korant-Gruppen sorgt der Teufel, der im Gegensatz zu seinen freundlichen Gefährten furchteinflößend mit Hörnern und einer Mistgabel oder einem Dreizack in der Hand auftritt.
Mehrere der genannten Figuren haben ihre eigenen Lieder und treten singend oder tanzend auf. Den musikalischen Höhepunkt besorgen traditionell die festlich gekleideten, von einem Akkordeonspieler und einer „Eierfrau“ begleiteten Pustni plesači (Karnevalstänzer) aus Pobrežje.

## Rezeption
Das Kurentovanje ist heute eine der größten Kulturveranstaltungen Sloweniens und machte den Korant sowohl zur bekanntesten Faschingsmaske des Landes als auch zum Maskottchen der Stadt Ptuj. Es gilt als wichtiger Tourismusfaktor in der Region und wurde von Ethnologen bereits vielfach wissenschaftlich untersucht. Während dem Fest eine maßgebliche Rolle bei der Bewahrung des lokalen und regionalen Brauchtums zugeschrieben wird, kritisieren Wissenschaftler andererseits die anhaltende Kommerzialisierung. Andrej Brence wies darauf hin, dass die Grenzen zwischen modernen Umgangsformen und Brauchtum zunehmend verschwimmen würden. Als Beispiel nannte er den offiziellen Beginn der Korant-Saison am 2. Februar, Mariä Lichtmess, einem kirchlichen Festtag, der ursprünglich nichts mit den heidnischen Faschingsbräuchen zu tun hatte.
In Ptuj widmen sich das Kurent-Haus im Stadtzentrum (Kurentova hiša) wie auch die ethnographische Maskensammlung in den ehemaligen Stallungen des Schlosses ganzjährig dem Kurentovanje. Ein Dokumentarfilm über das Kurentovanje 1979 von Viljem Klemenčič wurde im Februar 2024 im Stadtkino uraufgeführt.
Seit 2013 begeht die slowenische Gemeinschaft in Cleveland jährlich ihr eigenes Kurentovanje.